# Quercus depressa
Quercus depressa — вид рослин з родини букових (Fagaceae), поширений на південному сході Мексики.

## Опис
Зазвичай менш як 1.2 метрів заввишки; кореневищний. Кора сірувата, дрібно тріщинувата. Гілочки стрункі, сірі, без волосся. Листки вічнозелені, від еліптичних до еліптично-довгастих, 2–4 × 1–2 см; верхівка гостра або загострена; основа округла або клиноподібна; край цілий або з 1–7 парами зубів; верх без волосся, або зрідка з деякими зірчастими трихомами біля основи середньої жилки; ніжка майже гола, 2–5 мм. Тичинкові сережки завдовжки 2.5–4.5 см. Жолуді поодинокі або парні на дуже короткій ніжці, яйцеподібні або майже кулясті, 9–13 мм завдовжки; чашечка з трикутними, трохи запушеними лусочками, закриває від 1/4 до 1/2 горіха; дозрівають другого року в серпні — листопаді.

## Середовище проживання
Поширений на південному сході Мексики (Пуебла, Веракрус, Ідальго, Оахака). Росте на висотах від 1800 до 2600 метрів. Це ендемік вологих сосново-дубових лісів у гірських районах Сьєрри-Мадре-Орієнталь.

## Загрози
Загрози включають сільське господарство, посухи та кліматичні зміни, незаконні вибіркові рубки в місцях, де є первинний хмарний ліс.